# 糙叶败酱
糙叶败酱（学名：Patrinia rupestris ssp. scabra）为败酱科败酱属下岩败酱的一个亚种。